# Suczawica
Suczawica (rum. Sucevița) – wieś w Rumunii, w okręgu Suczawa, w gminie Suczawica. W 2011 roku liczyła 1471 mieszkańców. 
Jest położona w północnej części Mołdawii, na Bukowinie, przy drodze łączącej Kimpulung i Radowce.
W Suczawicy znajduje się obronny monastyr z malowaną cerkwią pod wezwaniem Zmartwychwstania z końca XVI w., ostatnią ze słynnych malowanych cerkwi Bukowiny (fundacja hospodarów mołdawskich z rodu Mohyłów).